# Philippe Bourret
Philippe „Phil“ Bourret (* 24. April 1979 in Lachute, Québec) ist ein kanadischer Badmintonspieler.

## Karriere
Philippe Bourret nahm 2004 im Mixed an Olympia teil. Er verlor dabei mit Denyse Julien gleich in Runde und wurde somit 17. in der Endabrechnung. Bereits 2002 war er kanadischer Meister im Mixed mit Robbyn Hermitage geworden. 2004 gewann er die Peru International und die Carebaco-Meisterschaft im Mixed.

## Sportliche Erfolge
| Saison | Veranstaltung                 | Disziplin | Platz | Name                             |
| ------ | ----------------------------- | --------- | ----- | -------------------------------- |
| 2002   | Kanada: Einzelmeisterschaften | Mixed     | 1     | Phil Bourret / Robbyn Hermitage  |
| 2004   | Olympia                       | Mixed     | 17    | Philippe Bourret / Denyse Julien |
| 2004   | Peru International            | Mixed     | 1     | Philippe Bourret / Denyse Julien |
| 2004   | Carebaco-Meisterschaft        | Mixed     | 1     | Philippe Bourret / Helen Nichol  |